# CHARMM
CHARMM (Chemistry at Harvard Macromolecular Mechanics) ist ein Programm für molekulardynamische Berechnungen von (biologischen) Makromolekülen wie Proteinen und DNA. Weiterhin wird CHARMM mit einer Reihe von Kraftfeldern in Verbindung gebracht. Die Software selbst wird von der chemischen Fakultät der Harvard University gepflegt und weltweit in verschiedenen Arbeitsgruppen unter Nutzung von Fortran weiterentwickelt.

## CHARMM-Kraftfeld
Das CHARMM-Kraftfeld ist neben den AMBER- und GROMACS-Kraftfeldern eines der am meisten verwendeten und wird von einer Reihe weiterer Programme wie beispielsweise NAMD unterstützt. Während das Simulationsprogramm an der Harvard University gepflegt wird, wird das Kraftfeld in der Gruppe von Alexander MacKerell an der University of Maryland weiterentwickelt. Die Kraftfelder werden kostenlos zum Download bereitgestellt.